# Флаг Обуховского
Флаг внутригородского муниципального образования муниципальный округ Обу́ховский в Невском районе города Санкт-Петербурга Российской Федерации — опознавательно-правовой знак, служащий официальным символом муниципального образования и знаком единства его населения.
Флаг утверждён 14 октября 2009 года и внесён в Государственный геральдический регистр Российской Федерации.

## Описание
«Флаг муниципального образования муниципальный округ Обуховский представляет собой прямоугольное полотнище с отношением ширины флага к длине — 2:3, воспроизводящее композицию герба муниципального образования муниципальный округ Обуховский в красном, жёлтом и белом цветах».
Геральдическое описание герба гласит: «В червлёном (красном) поле над остриевидной оконечностью, выложенной серебряными валунами и обременённой тремя червлёными опрокинутыми отвлечёнными узкими остриями (одно, два), завершёнными пятью остроконечными зубцами, средний из которых больше, золотые вписанные положенные накрест поверх деления поля и оконечности морской якорь рымом вверх и, поверх него, пушечный ствол, на котором сидит золотая райская птица вправо с воздетым крылом и распущенным хвостом».

## Символика
На флаге муниципального образования муниципальный округ Обуховский, языком символов и аллегорий, отражена история территории муниципального образования.
В XVIII веке на левом берегу Невы вдоль Шлиссельбургского тракта — нынешнего проспекта Обуховской Обороны располагалось село Александровское. Оно, вместе с близлежащей мызой Мурзинкой, принадлежало генерал-прокурору А. А. Вяземскому.
Герб рода князей Вяземских внесён в первую часть «Общего гербовника дворянских родов Всероссийской Империи»: «В щите, имеющем серебряное поле изображена чёрная пушка на золотом лафете и на пушке райская птица. Щит покрыт мантиею и шапкою, принадлежащими Княжескому достоинству».
4 (16) мая 1863 года на Шлиссельбургском тракте в селе Александровском, товариществом П. М. Обухова, Н. И. Путилова и С. Г. Кудрявцева по соглашению с Морским министерством, был основан Обуховский завод.
7 мая 1901 года на заводе произошла крупная стачка, переросшая в столкновение с полицией и войсками.
4 ноября 1922 года, в пятую годовщину Октябрьской революции, Обуховский завод, знаменитый своим революционным прошлым был переименован в Петроградский Государственный Орудийный Оптический и Сталелитейный завод «Большевик». В те же годы село Александровское сменило своё название став селом Обуховской обороны.
19 мая 1931 года проспект Села Александровского был переименован в проспект Памяти Обуховской Обороны (с 1940-х — проспект Обуховской Обороны).
15 декабря 1952 года проспекты Шлиссельбургский, Села Смоленского, Крупской, Села Володарского, Обуховской Обороны и Деревни Мурзинки были объединены под общим названием — проспект Обуховской Обороны.
О названии проспекта и революционной истории округа напоминает белые булыжные камни и три опрокинутых отвлечённых узких острия (одно, два), завершённых пятью остроконечными зубцами, средний из которых больше. Эти три фигуры символизируют также огонь промышленного производства.
Золотая райская птица и пушечный ствол — напоминание о роде Вяземских. Кроме того, райская птица символизирует стремление к счастью, процветанию и благополучию жителей округа Обуховский.
Пушка — напоминание о местных жителях, работавших на Обуховском заводе.
Якорь — историческая принадлежность завода Морскому ведомству и расположение на территории муниципального округа порта.
Жёлтый цвет (золото) — могущество, сила, постоянство, вера, справедливость, добродетель, верность.
Белый цвет (серебро) — чистота помыслов, искренность, правдивость, невинность, благородство, откровенность, непорочность, надежда.
Красный цвет — сила, могущество, благородство, право, мужество храбрость, неустрашимость.